# Lloyd Bridges

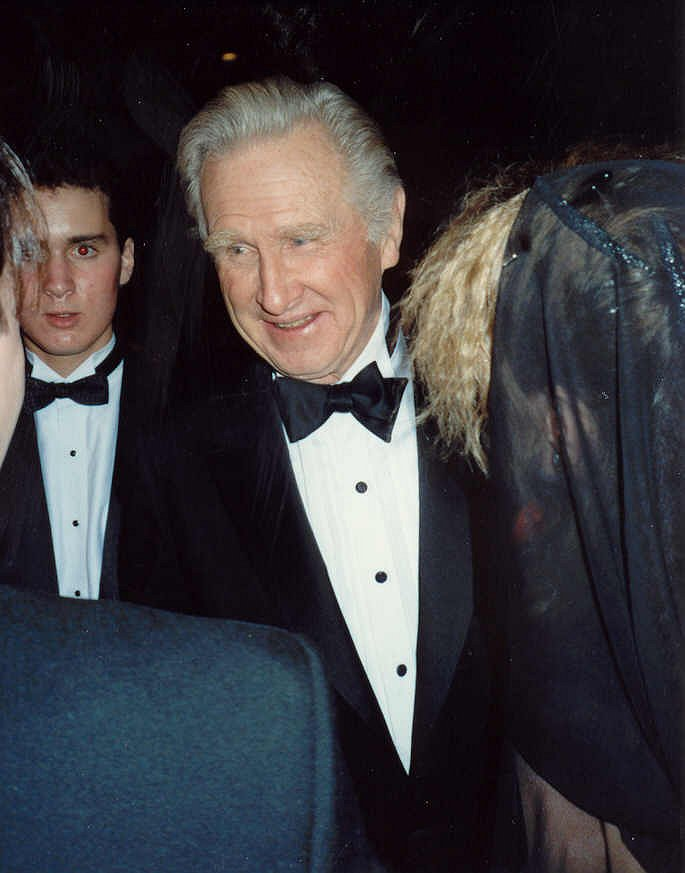
Lloyd Bridges vid Oscarsgalan 1989.

Lloyd Vernet Bridges, Jr., född 15 januari 1913 i San Leandro i Kalifornien, död 10 mars 1998 i Los Angeles i Kalifornien, var en amerikansk skådespelare. För svensk TV-publik är han främst känd i rollen som sheriff Orville Gant som han spelade i fyra avsnitt av Familjen Macahan (1978), samt som president Tug Benson i Hot Shots! Höjdarna! (1991) och dess uppföljare. Han var gift med Dorothy Bridges och far till skådespelarna Beau och Jeff Bridges.

## Biografi
Efter scenerfarenhet med diverse teatersällskap gjorde Bridges Broadwaydebut i slutet av 1930-talet. Hans filmkarriär sträckte sig från 1936 ända till hans död. Han var en lång, blond och kraftigt byggd man och medverkade i många Vilda Västernfilmer. En av hans mest uppmärksammade roller är som Gary Coopers vicesheriff i filmen Sheriffen.
I början på 1950-talet var Bridges ett av huvudvittnena i förhören i House Un-American Activities Committee, efter att han erkänt att han en gång i tiden varit medlem i USA:s kommunistiska parti.
Lloyd Bridges dog av naturliga orsaker i sitt hem i en ålder av 85 år.

## Filmografi i urval
- 1940 – Nordvästpassagen (ej krediterad)
- 1941 – Min ande på villovägar (ej krediterad)
- 1942 – Han kom om natten (ej krediterad)
- 1943 – Sahara
- 1945 – Attack i sol
- 1946 – Den laglösa staden
- 1947 – Hämndens herre
- 1949 – I hemligt uppdrag
- 1950 – Raketskeppet X-M
- 1950 – Colt .45
- 1951 – Little Bighorn
- 1952 – Sheriffen
- 1956 – Regnmakaren
- 1958 – Gudinnan
- 1969 – I nöd och lust
- 1977 – Rötter (TV-serie)
- 1978 – Familjen Macahan (TV-serie) (fyra avsnitt)
- 1979 – Björnön
- 1986 – Nord och Syd (TV-serie)
- 1980 – Titta vi flyger
- 1982 – Nu flyger vi ännu högre
- 1988 – Tucker – en man och hans dröm (ej krediterad)
- 1990 – Joe och vulkanen
- 1991 – Hot Shots! Höjdarna!
- 1992 – Älskling, jag förstorade barnet
- 1994 – Tidsfrist noll
- 1993 – Hot Shots! 2
- 1997 – Seinfeld (TV-serie)
- 1998 – Maffia!